# فیلیدا بارلو

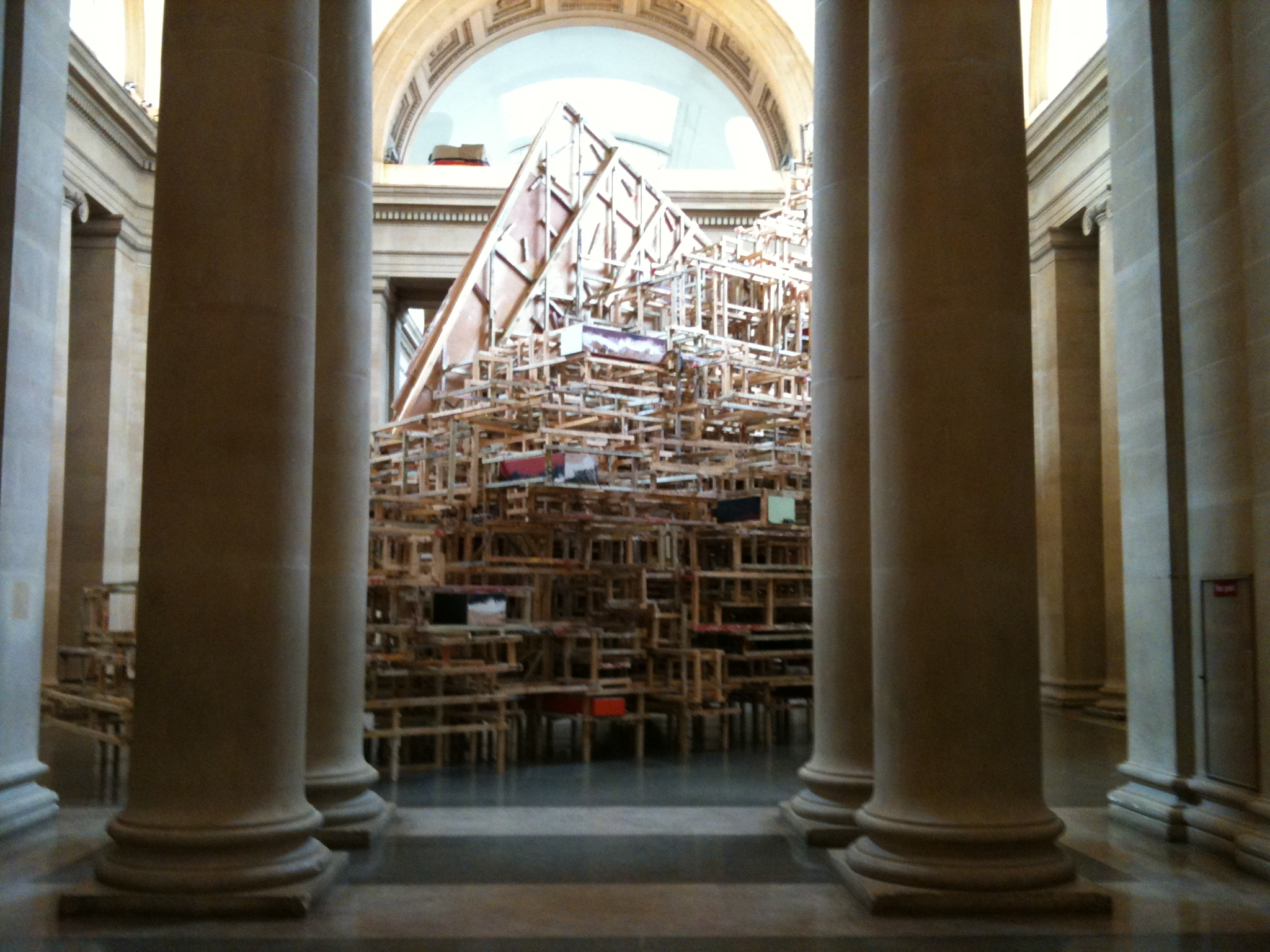
Picture of part of installation "dock" (2014) by Phyllida Barlow at Tate Britain

دام فیلیدا بارلو (انگلیسی: Phyllida Barlow)، دی‌بی‌یی آر‌ای (۴ آوریل ۱۹۴۴ – ۱۲ مارس ۲۰۲۳) هنرمند تجسمی بریتانیایی بود. او دانش آموختهٔ کالج هنر چلسی (۱۹۶۰–۱۹۶۳) و مدرسه هنر اسلید (۱۹۶۳–۱۹۶۶) است. او در اواخر دههٔ ۱۹۶۰ به کادر علمی اسلید پیوست و بیش از چهل سال در آنجا تدریس کرد. بارلو در سال ۲۰۰۹ از آکادمی بازنشسته گردید و متعاقب آن به مدرک استاد افتخاری از مدرسه هنرهای زیبا نائل گشت.

## مرگ
او در ۱۲ مارس ۲۰۲۳ (در سن ۷۸سالگی) درگذشت.